# Río Escudo
El río Escudo es un río del norte de España que discurre por la zona occidental de la comunidad autónoma de Cantabria y desemboca en el mar Cantábrico por el estuario de San Vicente de la Barquera.

## Curso
Nace en la vertiente norte de la Sierra del Escudo de Cabuérniga, a 516 m s. n. m., y desemboca en el mar Cantábrico tras recorrer unos 71 km. Tiene un aporte anual de 1232 L/s.
En cuanto a la conservación ecológica del río, está catalogada como buena. La parte final de su recorrido se localiza dentro del Parque natural de Oyambre.